# Śikṣā
La Śikṣā (s.f. sanscrito, devanāgarī: शिक्षा, lett. "istruzione"), è un insieme di testi sacri della tradizione induista; è uno dei sei i sei Vedāṅga (membra dei Veda). 
La śikṣā fa parte della Smṛti, la conoscenza prodotta da esseri umani (a differenza della Śruti, di origine divina) e tramandata di generazione in generazione, ed è incentrata sullo studio del suono (focalizzato sulle lettere dell'alfabeto sanscrito) sull'accento, sulla melodia e sulle regole della combinazione eufonica delle parole durante una recitazione dei Veda. 

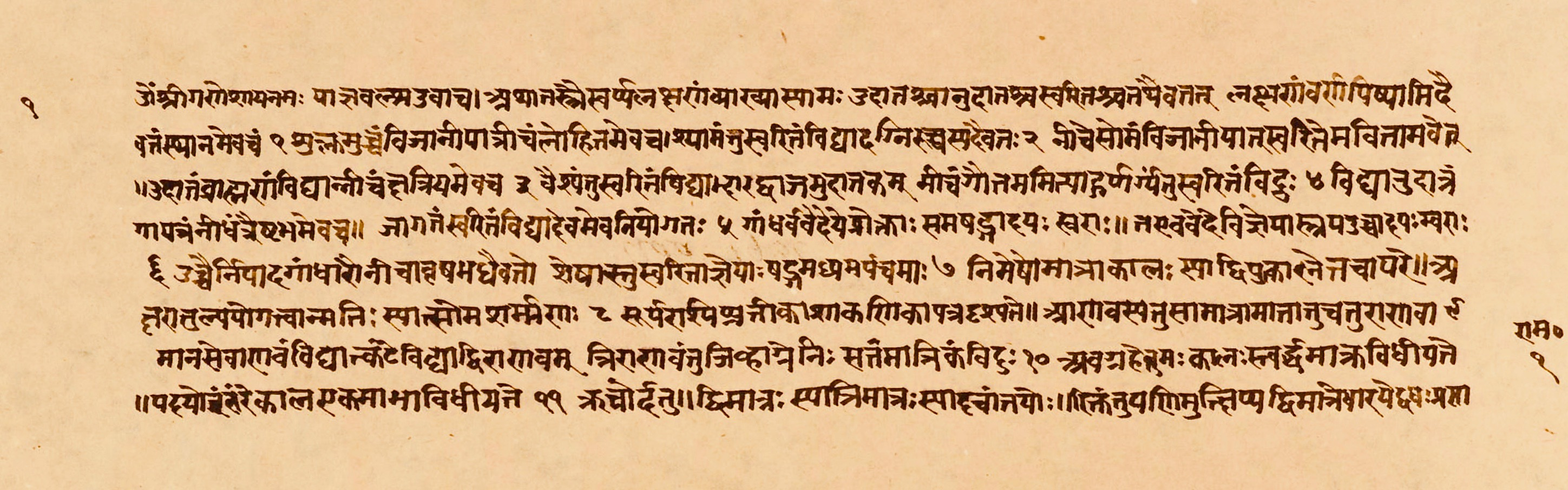
Una pagina manoscritta del Yajnavalkya Śikṣā, o Vajasaneyi Śikṣā

 Il loro scopo è quello di fornire istruzioni sulla corretta pronuncia del Veda, un prerequisito essenziale per l'esecuzione efficace dei rituali officiati dai brāhmaṇa e in particolare dello yajña, la cerimonia del sacrificio del fuoco.
È la prima e più antica disciplina ausiliaria dei Veda, e ha contribuito a preservare i Veda e le Upaniṣad come canone delle varie tradizioni induiste.